# 比林根
比林根（德語：Büllingen，德語發音：[ˈbʏlɪŋən])，法语名比朗日（法語：Bullange，法語發音：[bylɑ̃ʒ]），是比利时瓦隆大区列日省韋爾維耶區的一个语言便利市镇，东临德国，通行德语，是比利時德語社群与东比利时的一部分，人口5,473人（2018年1月1日），面积150.49平方千米，是列日省及比利时德语区面积最大的市镇。作为一个语言便利市镇，比林根市政部门为法语使用者提供法语服务。

## 地理
比林根在比利时境内的相邻市镇有比特兴巴赫、阿默尔和圣菲特，在德国境内的相邻县份有莱茵兰-普法尔茨州的比特堡-普吕姆-艾费尔山县和北莱茵-威斯特法伦州的亚琛县。

## 历史
1944-1945年冬，德国在这里发动突出部之役，许多地方几乎完全被毁。
比林根的市徽反映了过去在这里统治的三个封地：特里尔的十字、列日的横杠和卢森堡的狮子。

## 经济
- 林业
- 家具业
- 锯木厂
- 旅游业
- 农业，尤其是牛奶